# جوش دانيلز
جوش دانيلز (بالإنجليزية: Josh Daniels)‏ هو لاعب كرة قدم بريطاني، ولد في 26 فبراير 1996 في ديري في المملكة المتحدة.